# Adrian Mierzejewski
Adrian Mierzejewski (Olsztyn, 1986. november 4. –) lengyel labdarúgó, aki jelenleg a Trabzonsporban játszik középpályásként. A lengyel válogatott tagjaként ott volt a 2012-es Európa-bajnokságon.

## Pályafutása

### Kezdeti évek
Mierzejewski szülővárosa egyik csapatában, a Tempo 25 Olsztynban kezdett el futballozni, majd később a Naki Olsztynhoz került. Felnőtt mérkőzésen először 2003. május 31-én, a lengyel másodosztályban szereplő Stomil Olsztyn színeiben játszhatott, a Świt Nowy Dwór Mazowiecki ellen. A 2002/03-as idényben három bajnokin lépett pályára, mindháromszor csereként.

### Wisła Płock
A Wisła Płock 2004-ben 15 ezer złotyért leigazolta, és ötéves szerződést adott neki. 2004. május 15-én, a Dyskobolia Grodzisk Wielkopolski ellen debütált az élvonalban, amikor a 86. percben csereként váltotta Dariusz Romuzgát. 2004. június 8-án, a GKS Katowice ellen játszhatott először kezdőként. A 2003/04-es szezonban három bajnokin játszott.
2004. november 10-én, a Kujawiak Włocławek elleni kupameccsen megszerezte első gólját. 2005. május 1-jén első bajnoki gólját is belőtte, a Górnik Łęczna ellen. Augusztus 11-én, az európai porondon is bemutatkozhatott, amikor pályára lépett a Grasshoppers ellen az UEFA-kupa második selejtezőkörében. 2006-ban megnyerte a lengyel kupát csapatával, de a döntőben nem játszott.
A 2006/07-es idényben mindössze hat meccsen lépett pályára, mielőtt 2007 februárjában fél évre kölcsönadták volna a másodosztályú Zagłębie Sosnowiecnek. Ott március 10-én, a Piast Gliwice ellen mutatkozott be, majd egy hónappal később, a Kmita Zabierzów ellen első gólját is megszerezte. Húsz meccsel és egy góllal zárta a szezont, ezzel ő is hozzájárult ahhoz, hogy a Zagłębie feljutott az élvonalba. A Wisła Płock ugyanakkor kiesett. A következő idénybe Mierzejewski 19 mérkőzésen két gólt szerzett. 2008-ban, a kupában, az ŁKS Łomża ellen megszerezte első mesterhármasát.

### Polonia Warszawa
Mierzejewski 2008. december 22-én a Polonia Warszawához szerződött. Két évre szóló szerződést írt alá új csapatával. 2009. február 27-én debütált, a városi rivális Legia Warszawa ellen. A következő meccsen, március 7-én, a Wisła Kraków ellen első gólját is megszerezte. A 2008/09-es szezonban 18 meccsen kapott játéklehetőséget, és egyszer talált be.
2009. július 23-án, a Juvenes/Dogana elleni Európa-liga-selejtezőn megszerezte első nemzetközi gólját, ezzel 4-0-s győzelemhez segítve csapatát. 2010. augusztus 18-án 2013-ig meghosszabbította szerződését. A 2010/11-es évadban megválasztották a szezon legjobbjának, és a csapatkapitányi karszalagot is megkapta.

### Trabzonspor
2011. június 16-án a Trabzonspor 5,25 millió euróért leigazolta. Korábban egyetlen Lengyelországban játszó futballistáért sem fizettek ennyit.

## Válogatott
Mierzejewski korábban több korosztályos válogatottban is megfordult, a felnőtt csapatban 2010. május 29-én, Finnország ellen debütált. 2011. június 5-én ő szerzett vezetést a lengyeleknek az Argentína ellen 2-1-re megnyert barátságos meccsen. Bekerült a lengyel válogatott 2012-es Európa-bajnokságon részt vevő keretébe.

## Fordítás
- Ez a szócikk részben vagy egészben  az   Adrian Mierzejewski című angol Wikipédia-szócikk fordításán alapul.  Az eredeti cikk szerkesztőit annak laptörténete sorolja fel. Ez a jelzés csupán a megfogalmazás eredetét és a szerzői jogokat jelzi, nem szolgál a cikkben szereplő információk forrásmegjelöléseként.

## Külső hivatkozások
- Adrian Mierzejewski statisztikái a 90minut.pl-en
- Adrian Mierzejewski adatlapja a TransferMarkt.de-n